# Lipiec 2005

## 1 lipca2005
- Sędzia Sądu Najwyższego Stanów Zjednoczonych Sandra Day O’Connor ogłosiła swoje przejście na emeryturę.(Gazeta.pl)
- Południowy Koncern Węglowy S.A. rozpoczyna działalność.

## 4 lipca2005
- W 64. rocznicę kaźni profesorów lwowskich pod pomnikiem na miejscu tragedii na Wzgórzach Wuleckich odbyła się msza.
- Pocisk wystrzelony przez sondę Deep Impact uderzył w kometę Tempel 1 .(w Wikinews)

## 6 lipca2005
- Parlament Europejski odrzucił stosunkiem głosów 648 do 14 przy 18 wstrzymujących się kontrowersyjny projekt dyrektywy Komisji Europejskiej w sprawie zdolności patentowej wynalazków realizowanych przy pomocy komputera (patentability of computer-implemented inventions ). W działaniach przeciw projektowi aktywny był polski rząd, w tym minister W. Marciński, polscy eurodeputowani jak Jerzy Buzek, M. Libicki, T. Zwiefka, oraz ISOC Polska, PIIT, PTI, Stowarzyszenie PRO. (w Wikinews)
- Członkowie MKOl-u zdecydowali, że Letnie Igrzyska Olimpijskie w 2012 będą rozgrywane w Londynie (w Wikinews)

## 7 lipca2005
- Co najmniej 52 osoby zginęły, a 700 kolejnych zostało rannych w wyniku zamachu terrorystycznego w Londynie w Wielkiej Brytanii (Wikinews).

## 8 lipca2005
- Sejm przyjął, zgłoszoną przez PO, kandydaturę Andrzeja Rzeplińskiego na urząd Rzecznika Praw Obywatelskich. (Wikinews)

## 9 lipca2005
- Marszałek Sejmu Włodzimierz Cimoszewicz wezwany jako świadek na posiedzenie sejmowej Komisji Śledczej w sprawie PKN Orlen oskarżył jej członków o stronniczość, składając wniosek o wykluczenie z przesłuchań siedmiu z ośmiu członków komisji. Następnie świadek, powołując się na rzekomą wynikającą z regulaminu niemożność obradowania po tym wniosku, samowolnie opuścił przesłuchanie. (Wikinews)

## 10 lipca2005
- Obywatele Luksemburga poparli w ogólnonarodowym referendum Traktat Ustanawiający Konstytucję dla Europy. (Wikinews)

## 12 lipca2005
- Trzy miesiące po śmierci ojca – Rainiera III – Albert Grimaldi jako Albert II wstąpił oficjalnie na tron księstwa Monako. Symboliczna ceremonia błogosławieństwa przez arcybiskupa Monako odbyła się podczas specjalnej mszy dziękczynnej w katedrze. Kolejną ceremonię intronizacji Alberta II – jedynego syna Rainiera i aktorki Grace Kelly przewidziano na 19 listopada tego roku.

## 13 lipca2005
- Ogłoszono odkrycie pierwszej planety w układzie trzech gwiazd przez polskiego astrofizyka Macieja Konackiego. Układ, w którym znajduje się planeta oddalony jest o 149 lat świetlnych od Ziemi. Nowo odkryta planeta o masie niewiele większej od Jowisza krąży tuż przy najcięższym, centralnym słońcu – jej obieg trwa zaledwie 3,3 dnia. (Gazeta.pl), (Rzeczpospolita), (Wikinews)

## 14 lipca2005
- W Kenii został zamordowany katolicki misjonarz biskup Luigi Locati. (Gazeta.pl)

## 15 lipca2005
- Prezydium Sejmu skrytykowało postępowanie tak Włodzimierza Cimoszewicza, jak i Komisji Śledczej, podczas przesłuchania 9 lipca. Prezydium uznało, że rozstrzygnięcie w sprawie wyłączenia posłów powinno zostać dokonane przez samo Prezydium, a Cimoszewicz mógł żądać wyłączenia posłów jedynie przed zaprzysiężeniem. (Gazeta.pl)
- W Egipcie aresztowano chemika Magdy el-Nashara podejrzewanego o przygotowanie ładunków wybuchowych użytych w zamachu 7 lipca w Londynie. (Gazeta.pl)

## 18 lipca2005
- Prokuratura apelacyjna w Białymstoku postawiła Aleksandrze Jakubowskiej, byłej wiceminister kultury i posłance SLD, zarzut przekroczenia uprawnień i działania na szkodę interesu publicznego przez bezprawne dokonanie zmian zapisów w rządowym projekcie nowelizacji ustawy o RTV. Postępowanie ma związek z Aferą Rywina i wynikami prac Komisji śledczej w tej sprawie. (Gazeta.pl)

## 19 lipca2005
- Prezydent George W. Bush nominował na sędziego Sądu Najwyższego Stanów Zjednoczonych uważanego za konserwatystę sędziego sądu apelacyjnego Johna Robertsa. Jego kandydatura musi zostać zatwierdzona przez Senat. Nominacja związana jest z rezygnacją, jaką 1 lipca złożyła Sandra Day O’Connor. (Gazeta.pl)

- Dwóch nastoletnich homoseksualistów zostało publicznie powieszonych w Iranie, gdzie homoseksualizm jest przestępstwem. Starszy ze straconych miał 18 lat, drugi był nieletni. Zostali powieszeni we wtorek, 19 lipca, na Placu Sprawiedliwości w mieście Mashhad, w północno-zachodnim regionie kraju. (wiadomosci.wp.pl)

## 21 lipca2005
- W Londynie doszło do czterech niewielkich eksplozji. W autobusie eksplodował plecak, a w metrze wybuchły trzy atrapy bomb. (wp.pl), (Wikinews)

## 22 lipca2005
- Senat, w głosowaniu tajnym, odrzucił przyjętą 8 lipca przez Sejm kandydaturę Andrzeja Rzeplińskiego na urząd Rzecznika Praw Obywatelskich.
- Ponad 15 osób zginęło w prowincji Junnan w południowych Chinach. W wyniku przepełnienia zbiornika wodnego doszło do pęknięcia tamy. (Gazeta.pl)

## 23 lipca2005
- W egipskim kurorcie Szarm el-Szejk nad Morzem Czerwonym doszło do trzech zamachów bombowych, w których zginęło ponad 60 osób, w tym kilku Europejczyków. (wp.pl), (Wikinews)

## 24 lipca2005
- Bułgarscy socjaliści ogłosili porozumienie w sprawie powołania nowego rządu z reprezentującym mniejszość turecką Ruchem na rzecz Praw i Swobód. Oba ugrupowania mają łącznie 116 miejsc w 240-osobowym parlamencie. Nie powiodły się próby porozumienia socjalistów z rządzącym dotąd ugrupowaniem byłego cara Symeona Sakskoburggotskiego – Narodowym Ruchem „Symeon Drugi”. Rzeczpospolita

## 25 lipca2005
- W Warszawie doszło do katastrofy kolejowej. O godz. 5.50 na wysokości dworca Warszawa Stadion. Pociąg, jadący ze Skierniewic do Pilawy najechał na pociąg z Zakopanego do Gdyni. 38 osób trafiło do szpitali. Nikt nie zginął.

## 26 lipca2005
- Demonstrujący w Warszawie pod Sejmem górnicy wymogli na marszałku Sejmu Włodzimierzu Cimoszewiczu wprowadzenie pod obrady, choć w okrojonym kształcie, projektu ustawy emerytalnej m.in. utrzymującej przechodzenie na emeryturę w górnictwie po 25 latach pracy. Komisja Polityki Społecznej zaakceptowała zmiany. Już w czasie rozmów demonstranci zaatakowali zabezpieczające siły policyjne przy pomocy m.in. kamieni, petard, śrub i węgla. Policja przy użyciu m.in. armatek wodnych i gazu łzawiącego opanowała sytuację. Rannych zostało 37 policjantów i 7 górników, zdewastowano m.in. pomnik Polskiego Państwa Podziemnego i teren ambasady Kanady. 70 górników zostało aresztowanych, 20 trafiło do izby wytrzeźwień. (Gazeta.pl, Rzeczpospolita)
- 27-letni Marokańczyk urodzony w Holandii Mohammed Bouyeri został skazany na karę dożywocia za zamordowanie reżysera Theo van Gogha. Oskarżony zrezygnował z prawa do obrony i przyznał się do winy oświadczając, że morderstwa dokonał z powodów religijnych i postąpiłby tak ponownie. (Gazeta.pl)
- O 10.39 czasu lokalnego (16.39 czasu polskiego) z Przylądka Canaveral na Florydzie wystartował amerykański prom kosmiczny Discovery. Był to pierwszy start wahadłowca od katastrofy Columbii 1 lutego 2003. W trakcie 13-dniowej misji prom połączy się z Międzynarodową Stacją Kosmiczną. Dowódcą siedmioosobowej załogi jest płk Eileen Collins. (Rzeczpospolita, Gazeta.pl)
- Ponad 1000 osób zginęło w katastrofalnych powodziach w zachodnich Indiach.

## 27 lipca2005
- Sejm większością 363 głosów przyjął wniosek o postawienie ministra skarbu Emila Wąsacza przed Trybunałem Stanu. Zarzuty obejmują niedopełnienie obowiązków przy prywatyzacji Domów Towarowych Centrum, Telekomunikacji Polskiej oraz Powszechnego Zakładu Ubezpieczeń.
- NASA zawiesiła loty wahadłowców na czas nieokreślony po tym, jak mimo usprawnień po katastrofie promu Columbia doszło do oderwania fragmentu powłoki izolacyjnej podczas startu promu Discovery.

## 28 lipca2005
- Sejm przyjął nowelizację Senatu przedłużającą górniczy przywilej emerytalny o dwa lata.
- Prom Discovery połączył się z Międzynarodową Stacją Kosmiczną.

## 29 lipca2005
- Ruszyła budowa Autostrady A1 z Gdańska do Nowych Marz, kamień węgielny wmurowali minister finansów Mirosław Gronicki, wiceminister infrastruktury Jan Kurylczyk i marszałek województwa pomorskiego Jan Kozłowski.
- Astronomowie z Kalifornijskiego Instytutu Technologicznego (Caltech) w Pasadenie ogłosili odkrycie dziesiątej planety Układu Słonecznego. Obiekt o połowę większy od Plutona ma krążyć wokół Słońca w odległości 14,5 mld km. Planetę odkryto w styczniu tego roku i nadano jej roboczą nazwę 2003UB313, lecz niedługo zostanie nadana jej nowa nazwa zgodnie z regułami nazewnictwa ciał niebieskich. (PAP, w Wikinews)
- Udziałowcy włoskiego UniCredito, właściciela 52,9% udziałów Pekao S.A. wyrazili zgodę na przejęcie niemieckiego banku HVB, posiadającego 71,2% udział w BPH. Połączenie spółek-matek zaowocuje fuzją w Polsce i powstaniem największego banku na polskim rynku. UniCredito zapowiedziało skup akcji BPH od akcjonariuszy mniejszościowych i wycofanie banku z giełdy, na rzecz własnych akcji. (Rzeczpospolita)

## 30 lipca2005
- Federacja Rosyjska na mocy porozumienia z 30 maja 2005 rozpoczęła wycofywanie swoich wojsk z baz wojskowych położonych na terenie Gruzji. Do końca 2008 r. mają zostać zamknięte dwie bazy wojskowe. (w Wikinews)